# نينا ويست
نينا ويست (بالإنجليزية: Nina West)‏ هو ترفيهي أمريكي، ولد في 10 أغسطس 1977 في غرينتاون في الولايات المتحدة.

## روابط خارجية
- نينا ويست على موقع IMDb (الإنجليزية)
- نينا ويست على موقع ديسكوغز (الإنجليزية)
- نينا ويست على موقع ديسكوغز (الإنجليزية)
- نينا ويست على موقع قاعدة بيانات الفيلم (الإنجليزية)
- نينا ويست على موقع كينوبويسك (الروسية)